# Thomas Alsgaard
Thomas Alsgaard (* 10. Januar 1972 in Lørenskog) ist ein ehemaliger norwegischer Skilangläufer und gehört zu den erfolgreichsten Wintersportlern.

## Karriere
Alsgaard wuchs im Dorf Flateby in der Gemeinde Enebakk auf. Bei den Juniorenweltmeisterschaften 1991 in Reit im Winkl gewann er über zehn und 30 Kilometer im Einzel sowie mit der norwegischen 4-mal-10-Kilometer Staffel jeweils die Goldmedaille und war damit mit dem Tschechoslowaken Milan Kučera erfolgreichster Sportler der Veranstaltung. Im folgenden Jahr holte er bei den Juniorenweltmeisterschaften in Vuokatti die Silbermedaille über 10 km klassisch. Sein erster Erfolg bei einem Großanlass war der Gewinn der Goldmedaille im 30-km-Lauf bei den Olympischen Winterspielen 1994 in Lillehammer.
Bei den Olympischen Winterspielen 1998 in Nagano gewann er Gold im 15-km-Verfolgungsrennen und mit der Staffel. Vier Jahre später bei den Winterspielen 2002 in Salt Lake City wurde Alsgaard erneut Doppelolympiasieger, als dem für Spanien gestarteten Johann Mühlegg die Goldmedaille wegen Dopings aberkannt und der ursprünglich zweitplatzierte Norweger nachträglich zum Sieger des 20-km-Verfolgungsrennens erklärt wurde. Das zweite Gold gewann er wiederum mit der Staffel.
Ebenfalls sehr erfolgreich war Alsgaard bei Weltmeisterschaften, mit sechs Gold-, zwei Silber- und einer Bronzemedaille, die er zwischen 1995 und 2003 gewann. Im Jahr 2001 erhielt er die Holmenkollen-Medaille. Bei der Ausführung der Skating-Technik prägte Alsgaard eine als „Alsgaard-Schritt“ (auch Enkeldans) bezeichnete Stilvariation.
Nach Ende seiner Karriere als Skilangläufer im Jahr 2003 versuchte sich Alsgaard als Rallyefahrer und Biathlet. Bei den Olympischen Winterspielen 2006 in Turin betreute er als Assistenztrainer die schwedische Skilanglaufmannschaft. Alsgaard arbeitet als technischer Berater für Alpina Boots und ist an der Entwicklung von Skischuhen für Langläufer beteiligt.
Im März 2008, 5 Jahre nach dem Ende seiner Karriere, erreichte Alsgaard den 5. Platz beim 90 Kilometer langen Wasalauf.
Seit dem 30. Dezember 2004 ist Thomas Alsgaard mit der norwegischen Skilangläuferin Rønnaug Schei verheiratet.

## Erfolge

### Olympische Winterspiele
- 1994 in Lillehammer: Gold über 30 km, Silber mit der Staffel
- 1998 in Nagano: Gold im Verfolgungsrennen, Gold mit der Staffel
- 2002 in Salt Lake City: Gold im Verfolgungsrennen, Gold mit der Staffel

### Nordische Skiweltmeisterschaften
- 1995 in Thunder Bay: Gold mit der Staffel
- 1997 in Trondheim: Gold mit der Staffel, Bronze über 30 km
- 1999 in Ramsau: Gold im Verfolgungsrennen, Silber über 30 km, Silber mit der Staffel
- 2001 in Lahti: Gold mit der Staffel
- 2003 im Val di Fiemme: Gold über 30 km, Gold mit der Staffel

### Norwegische Meisterschaften
- 1993: Silber über 10 km, Silber über 15 km
- 1994: Gold über 15 km, Silber über 30 km
- 1995: Silber über 10 km, Silber über 15 km
- 1996: Gold über 30 km
- 1997: Gold über 15 km, Gold über 30 km, Bronze über 10 km
- 1999: Gold über 15 km, Silber über 10 km, Silber über 30 km
- 2000: Gold über 10 km, Gold über 15 km
- 2001: Silber über 10 km, Silber über 15 km, Silber über 30 km
- 2005: Silber im Teamsprint
- 2011: Bronze über 15 km
- 2012: Bronze über 15 km

### Siege bei Weltcuprennen

#### Weltcupsiege im Einzel
| Nr. | Datum             | Ort                 | Disziplin                   |
| --- | ----------------- | ------------------- | --------------------------- |
| 1.  | 14. Februar 1994  | Lillehammer         | 30 km Freistil 1            |
| 2.  | 8. Januar 1998    | Ramsau              | 15 km klassisch Einzel      |
| 3.  | 10. Januar 1998   | Ramsau am Dachstein | 30 km Freistil              |
| 4.  | 11. März 1998     | Falun               | 10 km Freistil Einzel       |
| 5.  | 23. Februar 1999  | Ramsau am Dachstein | 25 km Verfolgung 2          |
| 6.  | 11. Dezember 1999 | Sappada             | 10 km klassisch + Freistil  |
| 7.  | 12. Januar 2000   | Nové Město          | 15 km klassisch Einzel      |
| 8.  | 17. Dezember 2000 | Brusson             | 1 km Sprint Freistil        |
| 9.  | 10. Februar 2001  | Otepää              | 10 km klassisch Einzel      |
| 10. | 7. März 2001      | Oslo                | 1 km Sprint klassisch       |
| 11. | 9. März 2002      | Falun               | 2 × 10 km Verfolgung        |
| 12. | 16. März 2002     | Oslo                | 50 km Freistil Einzel       |
| 13. | 23. März 2002     | Lillehammer         | 58 km klassisch Massenstart |

#### Weltcupsiege im Team
| Nr. | Datum            | Ort        | Disziplin           |
| --- | ---------------- | ---------- | ------------------- |
| 1.  | 10. März 2002    | Falun      | 4 × 10 km Staffel 3 |
| 2.  | 8. Dezember 2002 | Davos      | 4 × 10 km Staffel 4 |
| 3.  | 19. Januar 2003  | Nové Město | 4 × 10 km Staffel 5 |

### Siege bei Continental-Cup-Rennen
| Nr. | Datum             | Ort         | Disziplin       | Serie           |
| --- | ----------------- | ----------- | --------------- | --------------- |
| 1.  | 19. November 1994 | Beitostølen | 10 km klassisch | Continental Cup |

## Weltcup-Gesamtplatzierungen
| Saison    | Gesamt | Gesamt | Langdistanz 6 | Langdistanz 6 | Sprint | Sprint |
| Saison    | Punkte | Platz  | Punkte        | Platz         | Punkte | Platz  |
| --------- | ------ | ------ | ------------- | ------------- | ------ | ------ |
| 1992/93   | 130    | 20.    | –             | –             | –      | –      |
| 1993/94   | 326    | 7.     | –             | –             | –      | –      |
| 1994/95   | 429    | 6.     | –             | –             | –      | –      |
| 1995/96   | 352    | 8.     | –             | –             | –      | –      |
| 1996/97   | 194    | 17.    | 32            | 28.           | 52     | 24.    |
| 1997/98   | 790    | 1.     | 351           | 1.            | 486    | 1.     |
| 1998/99   | 266    | 13.    | 80            | 18.           | 86     | 27.    |
| 1999/2000 | 461    | 5.     | 125 336       | 8. 7 4. 8     | –      | –      |
| 2000/01   | 474    | 3.     | –             | –             | 200    | 6.     |
| 2001/02   | 777    | 2.     | –             | –             | 89     | 21.    |
| 2002/03   | 94     | 46.    | –             | –             | 21     | 43.    |